# Maccagno con Pino e Veddasca
Maccagno con Pino e Veddasca (Macagn cun Pin e Vedasca in dialetto varesotto) è un comune italiano di 2 320 abitanti della provincia di Varese in Lombardia.
È stato istituito il 4 febbraio 2014 come fusione dei comuni di Maccagno, Pino sulla Sponda del Lago Maggiore e Veddasca, avvenuta per esecuzione all'esito di un referendum consultivo tenuto nei paesi coinvolti il 1º dicembre 2013.
La sede municipale è stata stabilita a Maccagno.

## Storia
L'atto istitutivo dell'ente è costituito dalla legge regionale n. 8 del 30 gennaio 2014, pubblicata sul Supplemento n. 6 del Bollettino ufficiale della Regione Lombardia del 3 febbraio 2014.
A maggio 2014 il comune ha ricevuto il codice di avviamento postale I-21061.
I tre comuni fondatori erano peraltro essi stessi in due casi il frutto di un processo di amalgama avvenuto in età fascista, tanto che fino al 1927 l’attuale territorio municipale era suddiviso in dieci comuni diversi, in essere fin dal Medioevo.
Il comune fa parte della comunità di lavoro Regio Insubrica, ente di cooperazione transfrontaliera che federa alcune province di Lombardia e Piemonte e il Canton Ticino svizzero.

### Simboli
Il nuovo comune, dopo una fase iniziale in cui aveva adottato in via informale lo stemma e il gonfalone di Maccagno (sede comunale), si è poi dotato di un'arma propria, concessa con decreto del presidente della Repubblica del 12 settembre 2018.
Il gonfalone è un drappo di giallo con la bordatura d'azzurro.
Lo stemma riunisce elementi ripresi dagli emblemi dei precedenti comuni: l'azzurro del campo e la torre di rosso di Maccagno, i leoni controrampanti di Pino sulla Sponda del Lago Maggiore e le stelle di Veddasca.

## Società

### Evoluzione demografica
Abitanti censiti